# Bitwa o Paulus Hook
Bitwa o Paulus Hook – starcie zbrojne, które miało miejsce 19 sierpnia 1779 pomiędzy wojskami zbuntowanych kolonistów amerykańskich a armią brytyjską i było jedną z bitew wojny o niepodległość Stanów Zjednoczonych. Patrioci, prowadzeni przez majora "Light Horse Harry'ego", przypuścili niespodziewany nocny atak na kontrolowany przez Brytyjczyków fort stojący w miejscu, w którym obecnie znajdują się przedmieścia Jersey City. Amerykanie wzięli 158 jeńców, ale musieli się wycofać z fortu przed nastaniem świtu. Wprawdzie Brytyjczycy odzyskali fort i znajdujące się w nim działa, ale utracili kontrolę nad większością prowincji New Jersey.
Paulus Hook to półwysep położony na północ od wyspy Ellis, w miejscu w którym stary kanał łączył się z ujściem rzeki Hudson.

## Przebieg bitwy
O czwartej po południu, 8 sierpnia 1779 roku, major Henry Lee z 400 osobowym oddziałem piechoty oraz plutonem spieszonych dragonów, wyruszył z New Bridge (obecnie River Edge w New Jersey) w 14-milowy marsz przez las by uderzyć na obsadzony przez Brytyjczyków fort. Rozesłał konne patrole mające śledzić szlaki komunikacyjne pomiędzy fortem a North River i obsadził piechotą drogi prowadzące do Paulus Hook.
Na Union Hill ponownie wszedł w las ze swoim oddziałem, jednak tam (być może z powodu zdrady lub strachu przewodnika) marsz został opóźniony i trwał 3 godziny zanim Lee ze swoimi ludźmi dotarł do właściwej drogi. Tej samej nocy pułkownik Van Boskirk stacjonujący w Paulus Hook wybrał się na rajd po okolicy brytyjskiego fortu. Brytyjczycy nie natrafili na oddział amerykański.
Major Lee i jego ludzie dotarli do Prior's Mill o 3 w nocy, 19 sierpnia 1779 roku. O 3:30 dotarli do kanału przy skrzyżowaniu alei Newark i ulicy Warren. Wprawdzie trwał przypływ, ale porucznik Rudolph znalazł bród i oddziały prowadzone przez niego oraz porucznika McCallistera wkrótce dotarły do zabudowań zewnętrznego fortu. Dowodzący Paulus Hook major Sutherland wycofał się na małą redutę wraz z kilkoma oficerami oraz 40 żołnierzami heskimi. Już zaczynało świtać i Lee nie zdecydował się na atak na pozycje, które zajęli. Zamierzał podpalić baraki jednak znalazł w nich rannych żołnierzy, kobiety i dzieci i zrezygnował. Wycofał się prowadząc 158 jeńców w tym kilku oficerów. Jego oddział stracił dwóch ludzi, a trzech było rannych.